# Pagrus major
Pagrus major är en fiskart som först beskrevs av Temminck och Schlegel, 1843.  Pagrus major ingår i släktet Pagrus och familjen havsrudefiskar. Inga underarter finns listade i Catalogue of Life.